# Mistrzostwa Polski w Skokach Narciarskich 1955
30. Mistrzostwa Polski w Skokach Narciarskich – zawody o mistrzostwo Polski w skokach narciarskich, które odbyły się 6 marca 1955 roku na Wielkiej Krokwi w Zakopanem.
W konkursie skoków narciarskich zwyciężyli ex aequo Andrzej Gąsienica Daniel i Antoni Wieczorek, a brązowy medal zdobył Stanisław Marusarz.

## Wyniki konkursu
| Miejsce | Zawodnik                 | Klub                   | Skok 1 | Skok 2 | Punkty |
| ------- | ------------------------ | ---------------------- | ------ | ------ | ------ |
| 1.      | Andrzej Gąsienica Daniel | Wisła-Gwardia Zakopane | 76,5   | 77,5   | 216,5  |
| 1.      | Antoni Wieczorek         | LKS Skrzyczne Szczyrk  | 75,0   | 76,0   | 216,5  |
| 3.      | Stanisław Marusarz       | WKS Zakopane           | 75,0   | 77,0   | 210,0  |
| 4.      | Jan Kula                 | WKS Zakopane           | 69,5   | 72,0   | 201,5  |
| 5.      | Roman Gąsienica Sieczka  | WKS Zakopane           | 73,0   | 75,5   | 200,0  |
| 6.      | Jakub Węgrzynkiewicz     | Sparta Bielsko-Biała   | 71,5   | 69,0   | 198,5  |